# Berchemia medogensis
Berchemia medogensis là một loài thực vật có hoa trong họ Táo. Loài này được Y.L.Chen & Y.F.Du mô tả khoa học đầu tiên năm 2001.